# Andrzej Stasiuk
Andrzej Stasiuk (Varsavia, 25 settembre 1960) è uno scrittore e poeta polacco.

## Biografia
Espulso da scuola, ha aderito al movimento pacifista negli anni ottanta e ha scontato un anno e mezzo di carcere per aver disertato il servizio militare nazionale.
Dal 1986 si è ritirato con la famiglia nel piccolo paese rurale di Czarne.
Autore molto prolifico, ha scritto, a partire dall'esordio nel 1992 con i racconti di Mury Hebronu, romanzi, poesie, letteratura di viaggio e saggi di critica letteraria.
Nel 2005 vince il premio letterario Nike, il più prestigioso riconoscimento letterario polacco, con il racconto di viaggio Jadąc do Babadag.

## Opere
- 1992: Mury Hebronu
- 1994: Wiersze miłosne i nie
- 1995: Corvo bianco (Biały kruk), Milano, Bompiani, 2002 ISBN 88-452-5146-2
- 1995: Opowieści galicyjskie
- 1996: Przez rzekę
- 1997: Il mondo dietro Dukla (Dukla), Milano, Bompiani, 2010 ISBN 978-88-452-6543-3
- 1998: Dwie sztuki (telewizyjne) o śmierci
- 1998: Jak zostałem pisarzem. Próba biografii intelektualnej
- 1999: Il cielo sopra Varsavia (Dziewięć), Milano, Bompiani, 2003 ISBN 88-452-5473-9
- 2000: Moje Europa. Dwa eseje o Europie zwanej środkową con Yuri Andrukhovych
- 2000: Tekturowy samolot
- 2000: Opowieści wigilijne con Olga Tokarczuk e Jerzy Pilch
- 2001: Zima
- 2004: Jadąc do Babadag
- 2005: Noc. Słowiańsko-germańska tragifarsa medyczna
- 2006: Fado
- 2007: Dojczland
- 2009: Taksim
- 2010: Dziennik pisany później
- 2012: Un vago sentimento di perdita (Grochów), Roma, Atmosphere libri, 2018, ISBN 978-88-6564-251-1

## Filmografia
- Gnoje regia di Jerzy Zalewski (1995) (sceneggiatura)
- Strawberry Wine regia di Dariusz Jablonski (2008) (soggetto)